# 町田市立鶴川第二小学校
町田市立鶴川第二小学校（まちだしりつ つるかわだいにしょうがっこう）は、東京都町田市能ヶ谷七丁目にある公立小学校である。

## 歴史
- 1964年（昭和39年）4月1日 - 開校[1]
- 2014年（平成26年） - 校庭芝生化工事を実施[2]

## 通学区域
- 広袴町：65～114、438～483
- 能ヶ谷
  - 3丁目：1～11番、13番
  - 4丁目：全域
  - 5丁目：全域
  - 6丁目：全域
  - 7丁目：7～55番

## 近隣の学校
主な近隣の小学校
町田市立鶴川第三小学校
町田市立大蔵小学校
町田市立三輪小学校
主な進学中学校
町田市立鶴川第二中学校